# 컨서버토리 가든

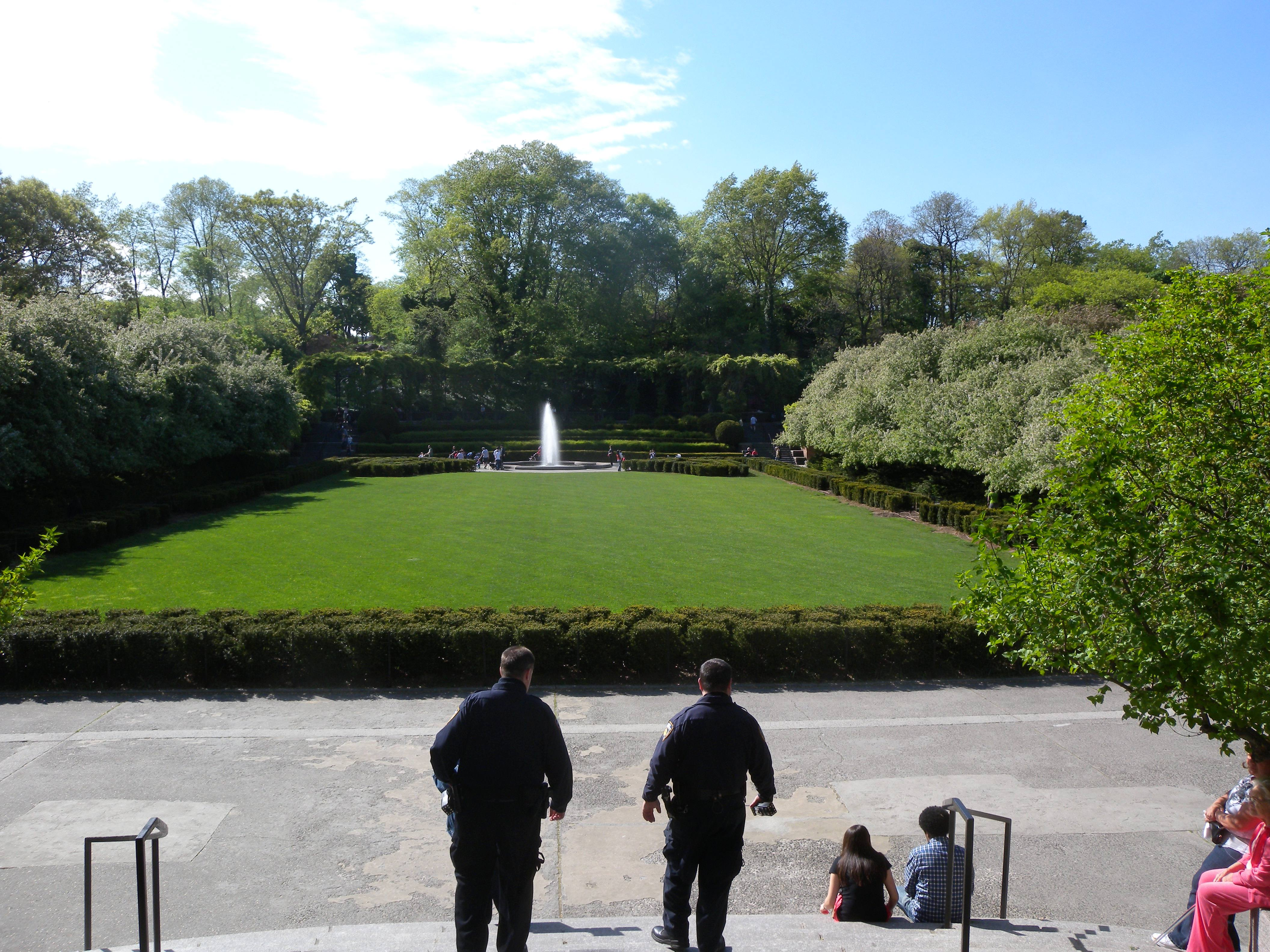
컨서버토리 가든

컨서버토리 가든(Conservatory Garden)은 뉴욕 센트럴 파크에 위치한 정원이다. 1937년 문을 열었으며, 6에이커 규모로 조성되어 있다. 센트럴 파크에서 유일하게 정원 형식으로 갖춰진 곳이며, 유럽식으로 꾸머져 있다. 결혼식 장소로도 인기가 많다.